# Cyril Luhan
Cyril Luhan (29. prosince 1904 Řenče u Přeštic – 23. února 1973 Chrudim) byl český architekt.

## Život

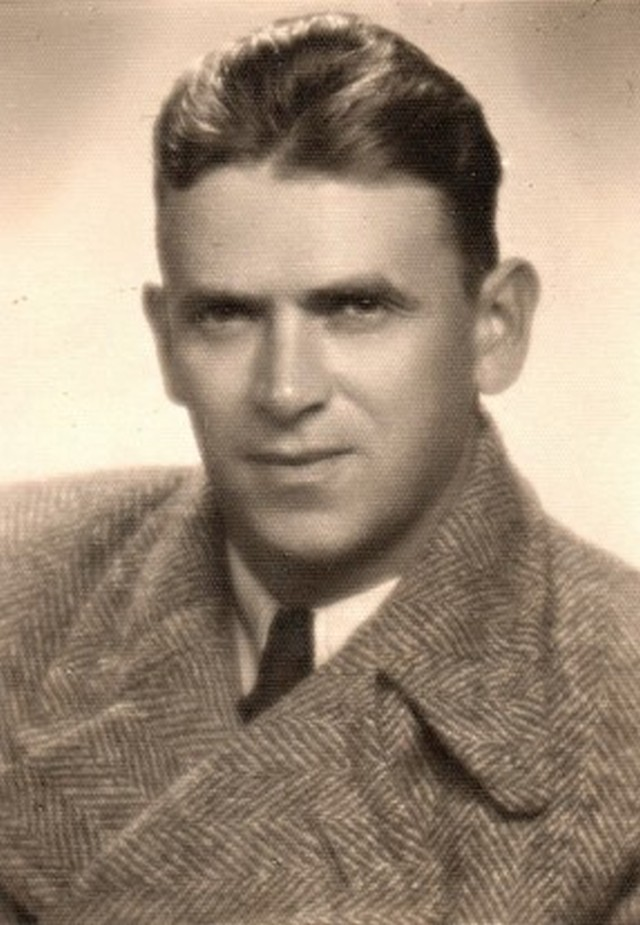
Cyril Luhan (1904–1973)

Chrudimský architekt a stavitel Cyril Luhan se narodil 29. prosince 1904 v Řenčích u Přeštic v rodině řídícího učitele. Měl dva bratry a tři sestry. Měšťanskou školu navštěvoval v Přešticích, odborné vzdělání získal na Státní průmyslové škole stavební v Plzni, kde odmaturoval v roce 1922. Praxi absolvoval u místních firem, kde získal i zednický výuční list. Po maturitě byl postupně zaměstnán u několika stavebních firem v Pardubicích, v Hradci Králové a opět v Pardubicích. V roce 1928 se oženil s Ludmilou, rozenou Kulhánkovou, s niž měl tři děti: Cyrila, Ludmilu a Hanu. Na začátku 30. let se usadil v Chrudimi, kde založil vlastní firmu. Zde žil i po znárodnění firmy v roce 1948. Zemřel 23. února 1973, urna s popelem byla uložena do rodinného hrobu v chrudimském urnovém háji.

## Profesní život
V roce 1930 působil jako stavbyvedoucí na probíhající stavbě budovy chrudimského okresního soudu na Všehrdově náměstí, tehdy se rozhodl v Chrudimi usadit, založit vlastní firmu a podnikat. Složil proto náročné stavitelské zkoušky, splnil i podmínky pro získání akademického titulu architekt a na podzim 1930 mu byla udělena licence pro stavební firmu.
V letech 1931 až 1948, kdy jeho firma působila v Chrudimi, vyprojektoval a postavil mnoho staveb, nejen rodinných a bytových domů, ale i veřejných budov (např. Husův sbor, budovu bývalého finančního ředitelství (dnešního městského úřadu) v Pardubické ulici, protiletecký kryt v Lázeňské ulici či hostinec U Tláskalů, známý jako U Guláška). Úspěšná firma, která zaměstnávala více než padesát zaměstnanců, byla hned po komunistickém převratu v roce 1948 znárodněna. Cyril Luhan přišel i o veškerý soukromý majetek, který mu byl bez náhrady zabaven. Dokonce potom musel splácet firemní úvěr ze svého minimálního platu a později i důchodu. V březnu 1951 byl s rodinou vystěhován ze své znárodněné vily č. p. 580/III v ulici Obce Ležáků na Podhůru, odkud byl v roce 1969 přestěhován do nájemního domu v Husově ulici čp. 275/III. Krátce mohl dělat národního správce ve svém bývalém závodě, brzy byl přeřazen do národního podniku Československé stavební závody, závod Pardubice, kde pracoval jako rozpočtář. V roce 1954 přešel do Průmstavu Pardubice. Kvůli šikaně se dobrovolně rozhodl nastoupit jako zedník do povrchového dolu v Komořanech, kde strávil rok. Poté pracoval v Okresním stavebním podniku v Chrudimi. 
Do důchodu odešel jako těžce nemocný člověk. Ztrácel sluch a byl mu diagnostikován karcinom plic, který byl příčinou jeho smrti. Cyril Luhan zemřel 23. února 1973.

## Dílo (výběr)
Firma Cyrila Luhana vyprojektovala a zrealizovala řadu významných staveb, zejména v Chrudimi:

### Chrudim
- čp. 491/II, ulice Václavská, Chrudim II
- čp. 578/II, ulice Václavská, Chrudim II
- čp. 148/III ulice Rooseveltova, Chrudim III (Husův sbor)
- čp. 482/III, ulice Víta Nejedlého, Chrudim III
- čp. 510/III, ulice Obce Ležáků, Chrudim III
- čp. 572/III, ulice Obce Ležáků, Chrudim III
- čp. 580/III v ulici Obce Ležáků, Chrudim III
- čp. 39/IV, ulice Pardubická, Chrudim IV
- čp. 67/IV, ulice Pardubická, Chrudim IV (původně finanční ředitelství, nyní Městský úřad)
- čp. 452/IV, ulice Dvořákova, Chrudim IV
- čp. 658/IV a 659/IV, ulice Čs. armády, Chrudim IV
- autobusová zastávka Chrudim–Podhůra (před rokem 1961)[2]

### Bojanov
- čp. 90 (Základní škola)